# Eragrostis castellaneana
Eragrostis castellaneana är en gräsart som beskrevs av Buscal. och Reinhold Conrad Muschler. Eragrostis castellaneana ingår i släktet kärleksgrässläktet, och familjen gräs. Inga underarter finns listade i Catalogue of Life.